# Coupe COSAFA 2008
Navigation
2007 2009
La Coupe COSAFA 2008 est la douzième édition de cette compétition organisée par la COSAFA. Elle est remportée par l'Afrique du Sud. Les Comores participent pour la première fois à la compétition. L'Afrique du Sud envoie une équipe B et l'Angola son équipe des moins de 20 ans ; les matchs de ces deux équipes ne sont pas considérés comme des matchs internationaux de la FIFA.

## Phase de qualification
Les vainqueurs de chaque groupe se qualifient pour la phase finale.
L'Angola, la Zambie, l'Afrique du Sud, le Mozambique, le Zimbabwe et le Botswana sont exempts de cette phase grâce à leur classement FIFA d'avril 2008.

### Groupe A
Les matchs ont lieu du 19 juillet au 23 juillet à Witbank (Afrique du Sud).
| Rang | Équipe     | Pts | J | G | N | P | Bp | Bc | Diff |  | Résultats (▼ dom., ► ext.) |  |     |     |     |
| ---- | ---------- | --- | - | - | - | - | -- | -- | ---- |  | -------------------------- |  | --- | --- | --- |
| 1    | Madagascar | 5   | 3 | 1 | 2 | 0 | 4  | 3  | +1   |  | Madagascar                 |  | 1-1 | 1-1 | 2-1 |
| 2    | Swaziland  | 5   | 3 | 1 | 2 | 0 | 3  | 2  | +1   |  | Swaziland                  |  |     | 1-0 | 1-1 |
| 3    | Seychelles | 4   | 3 | 1 | 1 | 1 | 8  | 2  | +6   |  | Seychelles                 |  |     |     | 7-0 |
| 4    | Maurice    | 1   | 3 | 0 | 1 | 2 | 2  | 10 | -8   |  | Maurice                    |  |     |     |     |

Madagascar est qualifié à la pièce jetée.

### Groupe B
Les matchs ont lieu du 20 juillet au 24 juillet à Secunda (Afrique du Sud).
| Rang | Équipe  | Pts | J | G | N | P | Bp | Bc | Diff |  | Résultats (▼ dom., ► ext.) |  |     |     |     |
| ---- | ------- | --- | - | - | - | - | -- | -- | ---- |  | -------------------------- |  | --- | --- | --- |
| 1    | Namibie | 7   | 3 | 2 | 1 | 0 | 5  | 1  | +4   |  | Namibie                    |  | 1-0 | 1-1 | 3-0 |
| 2    | Malawi  | 6   | 3 | 2 | 0 | 1 | 2  | 1  | +1   |  | Malawi                     |  |     | 1-0 | 1-0 |
| 3    | Lesotho | 4   | 3 | 1 | 1 | 1 | 2  | 2  | 0    |  | Lesotho                    |  |     |     | 1-0 |
| 4    | Comores | 0   | 3 | 0 | 0 | 3 | 0  | 5  | -5   |  | Comores                    |  |     |     |     |

## Phase finale
|  | Quarts de finale     | Quarts de finale     | Quarts de finale           | Quarts de finale     |                |                | Demi-finales               | Demi-finales               | Demi-finales                  | Demi-finales                  |                               |                               | Finale                 | Finale                 | Finale                 | Finale                 |
|  |                      |                      |                            |                      |                |                |                            |                            |                               |                               |                               |                               |                        |                        |                        |                        |
|  | 26 juillet à Witbank | 26 juillet à Witbank | 26 juillet à Witbank       | 26 juillet à Witbank |                |                | 30 juillet à Bushbuckridge | 30 juillet à Bushbuckridge | 30 juillet à Bushbuckridge    | 30 juillet à Bushbuckridge    |                               |                               | 3 août à Bushbuckridge | 3 août à Bushbuckridge | 3 août à Bushbuckridge | 3 août à Bushbuckridge |
|  | 26 juillet à Witbank | 26 juillet à Witbank | 26 juillet à Witbank       | 26 juillet à Witbank |                |                | 30 juillet à Bushbuckridge | 30 juillet à Bushbuckridge | 30 juillet à Bushbuckridge    | 30 juillet à Bushbuckridge    |                               |                               | 3 août à Bushbuckridge | 3 août à Bushbuckridge | 3 août à Bushbuckridge | 3 août à Bushbuckridge |
|  | Afrique du Sud       | Afrique du Sud       | 1                          | 1                    |                |                | 30 juillet à Bushbuckridge | 30 juillet à Bushbuckridge | 30 juillet à Bushbuckridge    | 30 juillet à Bushbuckridge    |                               |                               | 3 août à Bushbuckridge | 3 août à Bushbuckridge | 3 août à Bushbuckridge | 3 août à Bushbuckridge |
|  | Afrique du Sud       | Afrique du Sud       | 1                          | 1                    |                |                | 30 juillet à Bushbuckridge | 30 juillet à Bushbuckridge | 30 juillet à Bushbuckridge    | 30 juillet à Bushbuckridge    |                               |                               | 3 août à Bushbuckridge | 3 août à Bushbuckridge | 3 août à Bushbuckridge | 3 août à Bushbuckridge |
|  | Namibie              | Namibie              | 0                          | 0                    |                |                | 30 juillet à Bushbuckridge | 30 juillet à Bushbuckridge | 30 juillet à Bushbuckridge    | 30 juillet à Bushbuckridge    |                               |                               | 3 août à Bushbuckridge | 3 août à Bushbuckridge | 3 août à Bushbuckridge | 3 août à Bushbuckridge |
|  | Namibie              | Namibie              | 0                          | 0                    | Afrique du Sud | Afrique du Sud | 1                          | 1                          |                               |                               |                               |                               | 3 août à Bushbuckridge | 3 août à Bushbuckridge | 3 août à Bushbuckridge | 3 août à Bushbuckridge |
|  | 27 juillet à Secunda |                      |                            |                      | Afrique du Sud | Afrique du Sud | 1                          | 1                          |                               |                               |                               |                               | 3 août à Bushbuckridge | 3 août à Bushbuckridge | 3 août à Bushbuckridge | 3 août à Bushbuckridge |
|  |                      |                      | Zambie                     | Zambie               | 0              | 0              |                            |                            |                               |                               |                               |                               | 3 août à Bushbuckridge | 3 août à Bushbuckridge | 3 août à Bushbuckridge | 3 août à Bushbuckridge |
|  | Zambie               | Zambie               | Zambie                     | Zambie               | 0              | 0              | 0 (5)                      | 0 (5)                      |                               |                               |                               |                               | 3 août à Bushbuckridge | 3 août à Bushbuckridge | 3 août à Bushbuckridge | 3 août à Bushbuckridge |
|  | Zambie               | Zambie               | 30 juillet à Bushbuckridge |                      |                |                | 0 (5)                      | 0 (5)                      |                               |                               |                               |                               | 3 août à Bushbuckridge | 3 août à Bushbuckridge | 3 août à Bushbuckridge | 3 août à Bushbuckridge |
|  | Zimbabwe             | Zimbabwe             | 0 (4)                      | 0 (4)                |                |                |                            |                            |                               |                               |                               |                               | 3 août à Bushbuckridge | 3 août à Bushbuckridge | 3 août à Bushbuckridge | 3 août à Bushbuckridge |
|  | Zimbabwe             | Zimbabwe             | 0 (4)                      | 0 (4)                | Afrique du Sud | Afrique du Sud | 2                          | 2                          |                               |                               |                               |                               |                        |                        |                        |                        |
|  | 26 juillet à Witbank |                      |                            |                      | Afrique du Sud | Afrique du Sud | 2                          | 2                          |                               |                               |                               |                               |                        |                        |                        |                        |
|  |                      |                      | Mozambique                 | Mozambique           | 1              | 1              |                            |                            |                               |                               |                               |                               |                        |                        |                        |                        |
|  | Angola               | Angola               | Mozambique                 | Mozambique           | 1              | 1              | 0                          | 0                          |                               |                               |                               |                               |                        |                        |                        |                        |
|  | Angola               | Angola               |                            |                      |                |                |                            |                            |                               |                               |                               |                               |                        |                        |                        |                        |
|  | Madagascar           | Madagascar           | 1                          | 1                    |                |                |                            |                            |                               |                               |                               |                               |                        |                        |                        |                        |
|  | Madagascar           | Madagascar           | 1                          | 1                    | Madagascar     | Madagascar     | 1                          | 1                          | Match pour la troisième place | Match pour la troisième place | Match pour la troisième place | Match pour la troisième place |                        |                        |                        |                        |
|  | 27 juillet à Secunda |                      |                            |                      | Madagascar     | Madagascar     | 1                          | 1                          | Match pour la troisième place | Match pour la troisième place | Match pour la troisième place | Match pour la troisième place |                        |                        |                        |                        |
|  |                      |                      | Mozambique                 | Mozambique           | 2              | 2              |                            |                            | 3 août à Bushbuckridge        | 3 août à Bushbuckridge        | 3 août à Bushbuckridge        | 3 août à Bushbuckridge        |                        |                        |                        |                        |
|  | Botswana             | Botswana             | Mozambique                 | Mozambique           | 2              | 2              | 0                          | 0                          | 3 août à Bushbuckridge        | 3 août à Bushbuckridge        | 3 août à Bushbuckridge        | 3 août à Bushbuckridge        |                        |                        |                        |                        |
|  | Botswana             | Botswana             |                            |                      |                |                |                            | 0                          |                               |                               | Zambie                        | Zambie                        | 2                      | 2                      |                        |                        |
|  | Mozambique           | Mozambique           | 2                          | 2                    |                |                |                            |                            |                               |                               | Zambie                        | Zambie                        | 2                      | 2                      |                        |                        |
|  | Mozambique           | Mozambique           | 2                          | 2                    | Madagascar     | Madagascar     | 0                          | 0                          |                               |                               |                               |                               |                        |                        |                        |                        |
|  |                      |                      |                            |                      |                |                |                            |                            |                               |                               |                               |                               |                        |                        |                        |                        |

| Vainqueur de la Coupe COSAFA 2008 : Afrique du Sud Troisième titre |